# مطار رأس مشعاب
 مطار رأس مشعاب مطار عسكري صغير في مجمع بحري في رأس مشعاب على الخليج العربي يبعد حوالي 160 كيلومترا (99 ميل) شمال غرب الجبيل في المنطقة الشرقية من المملكة العربية السعودية. يحتل مساحة تقدر بحوالي 2.8 كم² (1.1 ميل²)، ويبعد 850 م (0.5 ميل) عن الساحل.

## المرافق
للمطار مدرج واحد، بطول 3,216 م (10,551 قدم) وعرض 61 م (200 قدم)، مع أضواء ونظام هبوط آلي. وقد خصصت عدة مواقع بالقرب من المدرج لوقوف الطائرات. في عام 2016 وافقت وزارة الدفاع على الاستفادة من مطار رأس مشعاب العسكري، وتحويله لمطار مدني.